# コンスタンティン・トレティアコフ
コンスタンティン・ニコラエヴィッチ・トレティアコフ （Konstantin Nikolaevitch Tretiakoff、1892年12月26日 - 1958年11月23日）は、ロシアの神経病理学者。彼はフランス出身で中央アジア探検家のピエール・ボンヴァルトの初パミール遠征のメンバーだった軍医のひとり息子として、ロシア帝国のフェルガナ（現ウズベキスタン）で生まれた。そして、パリ公立病院連合で医学を学び、1919年に博士号を取った。論文で、彼は振せん麻痺 (パーキンソン病）と関係がある黒質の変性について記載した。トレティアコフは、パーキンソン症候群とこのような解剖学的構造を初めて結びつけたのだ。1922年から1926年の間、トレティアコフはブラジルのサンパウロ近郊にあるジュケリー病院で働いていた。1931年から残りの人生は、旧ソ連のサラトフで新しい脳科学研究科医学研究所の所長の職にあった。
1910年、フレデリック・レビーがのちにレビー小体として世に知られるものを発見し、ゴンサロ・ロドリゲス・ラフォラ は1913年にそれに関しての認知症を見つけたのだ。そして、トレティアコフは1919年にパーキンソン病には中脳の黒質にそれがあることを見つけ出し、それを発見者の功績をたたえて、レビー小体と名付けた。 しかし、2017年にエリヤ・エンゲルハートはラフォラの功績をたたえてラフォラにすべきだと主張。その理由として、ラフォラはトレティアコフが名付ける6年も前にその名前を付けていたからだということを挙げた。